# 祈り〜サムシンググレートとの対話〜
『祈り〜サムシンググレートとの対話〜』（いのり〜サムシンググレートとのたいわ〜、INORI: Prayer – Conversation with Something Great）は、2012年9月15日公開の日本映画。
2015年12月23日に公開終了するまで、1192日に渡る日本国内における映画興行のロングラン記録を打ち立てた(現在は『未来シャッター』に次ぐ歴代2位）。

## 出演
- 村上和雄
- ディーパック･チョプラ
- ブルース・リプトン
- リン・マクタガート
- 柳瀬宏秀
- 棚次正和
- ブラザー・ケシャヴァナンダ

回想ドラマ
- 北村有起哉
- 奥田達士
- 麻志那恂子
- 青木勇二
- 金澤ゆかり
- 大矢健太

## スタッフ
監督白鳥哲